# Elvira Ozolina
Elvira Anatolyevna Ozolina (Leningrado, 8 de outubro de 1939) é uma ex-atleta recordista mundial e campeã olímpica soviética do lançamento do dardo.
Seu primeiro sucesso em competições internacionais foi na Universíade de 1959, em Turim, Itália, onde conquistou a medalha de ouro. Campeã européia em 1962 e quatro vezes recordista mundial mundial no dardo feminino, seu maior momento foi a conquista do ouro nos Jogos Olímpicos de Roma, em 1960, com o recorde olímpico de 55,98 m.
Um fato bastante peculiar em sua carreira e de sua personalidade, ocorreu em Tóquio 1964, os segundos Jogos disputados por ela. Favorita da prova, sendo a campeã olímpica vigente e a recordista mundial, Ozolina conseguiu apenas a quinta colocação. Revoltada com seu pífio resultado, a soviética voltou à vila olímpica e pediu ao cabeleireiro que raspasse sua cabeça. Como ele se recusou, ela mesmo raspou a cabeça e passou a desfilar careca pela vila, em protesto e vergonha por sua fraca atuação na prova que dominava.
Ela é casada com o também campeão olímpico do dardo Jānis Lūsis, medalha de ouro na Cidade do México 1968 e o filho do casal, Voldemars Lusis, competiu na mesma prova dos pais em Sydney 2000 e Atenas 2004, sem, entretanto, conseguir sucesso.
Elvira Ozolina foi condecorada pelo governo soviético com a Ordem da Bandeira Vermelha do Trabalho. Hoje vive com a família na Letônia e assumiu a cidadania do país.